# 特设多态
特设多态（ad hoc polymorphism）是程序设计语言的一种多态，多态函数有多个不同的实现，依赖于其实参而调用相应版本的函数。因此，特设多态仅支持有限数量的不同类型。函数重载乃至运算符重载也是特设多态的一种。

## 概述
特设多态与参数多态相对。ad hoc在这里并不是贬义，而是指这类多态并不是类型系统的基本特性，不是像参数多态那样适用于无穷多的类型，而是针对特定问题的解决方案。
换言之，参数多态对各模板参数的实现，是根据模板的通用（generically）的行为的抽象，即泛型的语义；而特设多态可以针对不同的版本实现完全不同的行为，或曰对于每个不同的模版参数都有单独的版本来应对。打个比方：假如我们要把原材料切成两半——
- 参数多态：只要能“切”，就用工具来切割它；
- 特设多态：根据原材料是铁还是木头还是什么来选择不同的工具来切。

## 历史
特设多态的名字来源于其发明人克里斯托弗·斯特雷奇于1967年8月在哥本哈根的计算机程序设计暑期学校发表的著名论文《编程语言中的基础概念》，该文首次提出了参数多态、特设多态、左值、右值等概念。

## 早绑定
多态的早绑定（early binding）是在编译期，编译器完成多态的分派机制：把多态函数、多态类型的名字根据模板参数绑定到具体的模板实现。   

## 晚绑定
多态的晚绑定是在运行期，程序确定即将要调用的多态函数的实现。Smalltalk实现了这种晚绑定机制。

## 例子
加法运算符+假设可以运用到如下的情形：
1. 1 + 2 = 3
2. 3.14 + 0.0015 = 3.1415
3. 1 + 3.7 = 4.7
4. [1, 2, 3] + [4, 5, 6] = [1, 2, 3, 4, 5, 6]
5. [true, false] + [false, true] = [true, false, false, true]
6. "bab" + "oon" = "baboon"

### 重载
为此，需要的重载实现： 
- 第一种情形，需要整型加法；
- 第二、第三种情形，需要浮点型加法。其中第三种情形需要隐式类型转换（type coercion）。
- 第四、第五种情形，需要list的连接操作；
- 第六种情形，需要字符串字面量（英语：literal string）的连接操作。

因此，运算符名字+实际上使用了三到四种完全不同的函数实现。 